# Doire Baltée
 (février 2014).
Si vous disposez d'ouvrages ou d'articles de référence ou si vous connaissez des sites web de qualité traitant du thème abordé ici, merci de compléter l'article en donnant les références utiles à sa vérifiabilité et en les liant à la section « Notes et références ».
Pour les articles homonymes, voir Doire.
La Doire Baltée (en francoprovençal valdôtain, Djouiye ; en piémontais, Deura Bàotia ; en italien : Dora Baltea) est une rivière italienne de 160 kilomètres de longueur, affluent de la rive gauche du Pô, qui coule dans les régions de la Vallée d'Aoste et du Piémont. Son bassin versant est de 4 322 km2.
Elle est représentée avec le Buthier (l'autre rivière valdôtaine) par deux statues dans deux fontaines près de l'Hôtel de Ville d'Aoste, place Émile-Chanoux.

## Étymologie
On sait peu de choses sur l'étymologie des noms de type doire ou doron, très courants dans les Alpes du Nord.
Le toponyme Buthier, aussi bien que les noms de Durance, Dranse ou Douro se rattacheraient à la même étymologie.
On suppose qu'il s'agit d'un thème hydronymique pré-celtique *dur-. Albert Dauzat a rattaché ce nom de rivière à une racine hydronymique pré-celtique *dor- qui est bien attestée en Europe occidentale en France. Le sens de cet élément est cependant inconnu.

## Géographie
La Doire Baltée nait à la limite du massif du Mont-Blanc au nord-ouest, des Alpes grées au sud et des Alpes pennines au nord-est, juste en aval d'Entrèves et en amont de Courmayeur, entre le mont Chétif au sud-ouest et du mont de La Saxe au nord-est, par la confluence de deux torrents :
- la Doire de Vény, qui naît au lac de Combal au pied du glacier du Miage et drainant le val Vény au sud-ouest ;
- la Doire de Ferret, qui naît au glacier de Pré de Bar, sous le Petit et le Grand col Ferret à la frontière suisse et drainant le val Ferret au nord-est[4],[a].

Elle arrose Ivrée, dans le Piémont, tandis qu'en Vallée d'Aoste elle côtoie toutes les principales agglomérations de la vallée centrale (à savoir Courmayeur, Aoste, Châtillon, Verrès et Pont-Saint-Martin) sans en traverser aucune. Elle se jette dans le Pô près de Chivasso (Piémont).

Vue (vers le sud-est) de la confluence des deux Doire (de Vény et de Ferret) formant la Doire Baltée (depuis le refuge Turin du mont Blanc) : dans la vallée, Entrèves au premier plan, Courmayeur au second plan
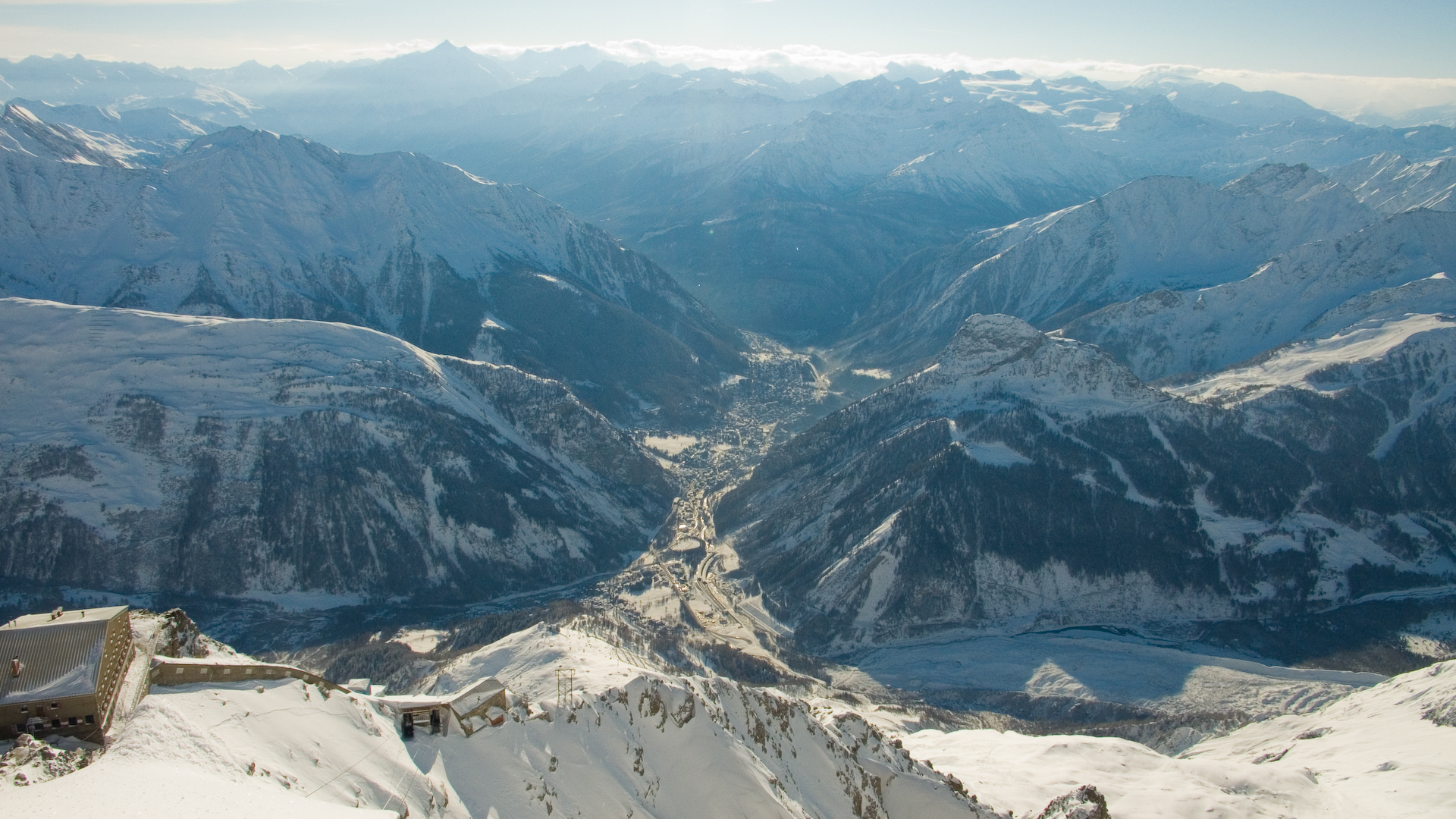
Vue hivernale.
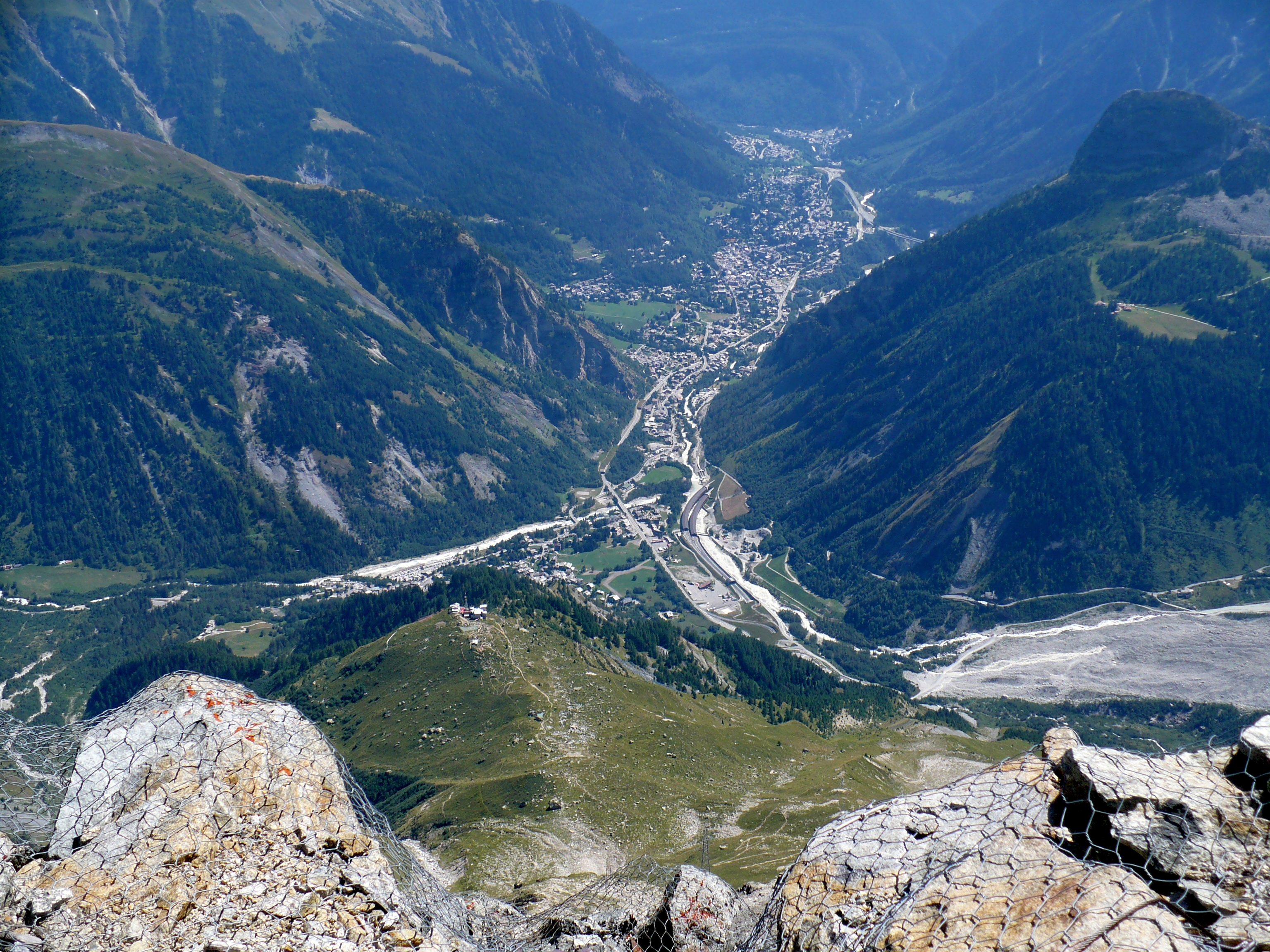
Vue d’été.

## Hydrologie

### Affluents
D’amont vers l'aval, ces affluents sont :
- en Vallée d'Aoste :
  - la Doire de Valgrisenche, qui descend de la Grande Sassière et se jette dans la Doire à Arvier,
  - la Doire de Rhêmes, qui descend du val de Rhêmes et s'unit au Savara près d'Introd, en amont de la confluence avec la Doire,
  - le Savara, parallèle à la Doire de Rhêmes, naît dans le massif du Grand-Paradis, descend le Valsavarenche, reçoit la Doire de Rhêmes à Introd et se jette dans la Doire à Villeneuve,
  - le Grand Eyvia, torrent du Val de Cogne, qui naît près de la fenêtre de Champorcher et rejoint la Doire à Aymavilles,
  - le Buthier, la seule autre rivière de la Vallée d'Aoste, qui naît dans le Valpelline et rejoint la Doire à Aoste,
  - le Marmore, qui descend du massif du Cervin, traverse le Valtournenche et s'unit à la Doire à Châtillon,
  - l'Évançon, qui traverse le Val d'Ayas et s'unit à la Doire à Fleuran, près d'Issogne,
  - l'Ayasse, issu du lac Misérin, qui traverse la vallée de Champorcher et conflue à Hône,
  - le Lys, qui naît dans le massif du Mont Rose, traverse la Vallée du Lys et rejoint la Doire à Pont-Saint-Martin ;
- dans le Piémont :
  - la Chauselle, qui traverse le val Chauselle et rejoint la Doire près de Strambino, au sud d'Ivrée.

### Débit moyen
Source : AA.VV., Piano di tutela della acque - Allegato tecnico II.h/1 Bilancio delle disponibilita' idriche naturali e

## Galerie

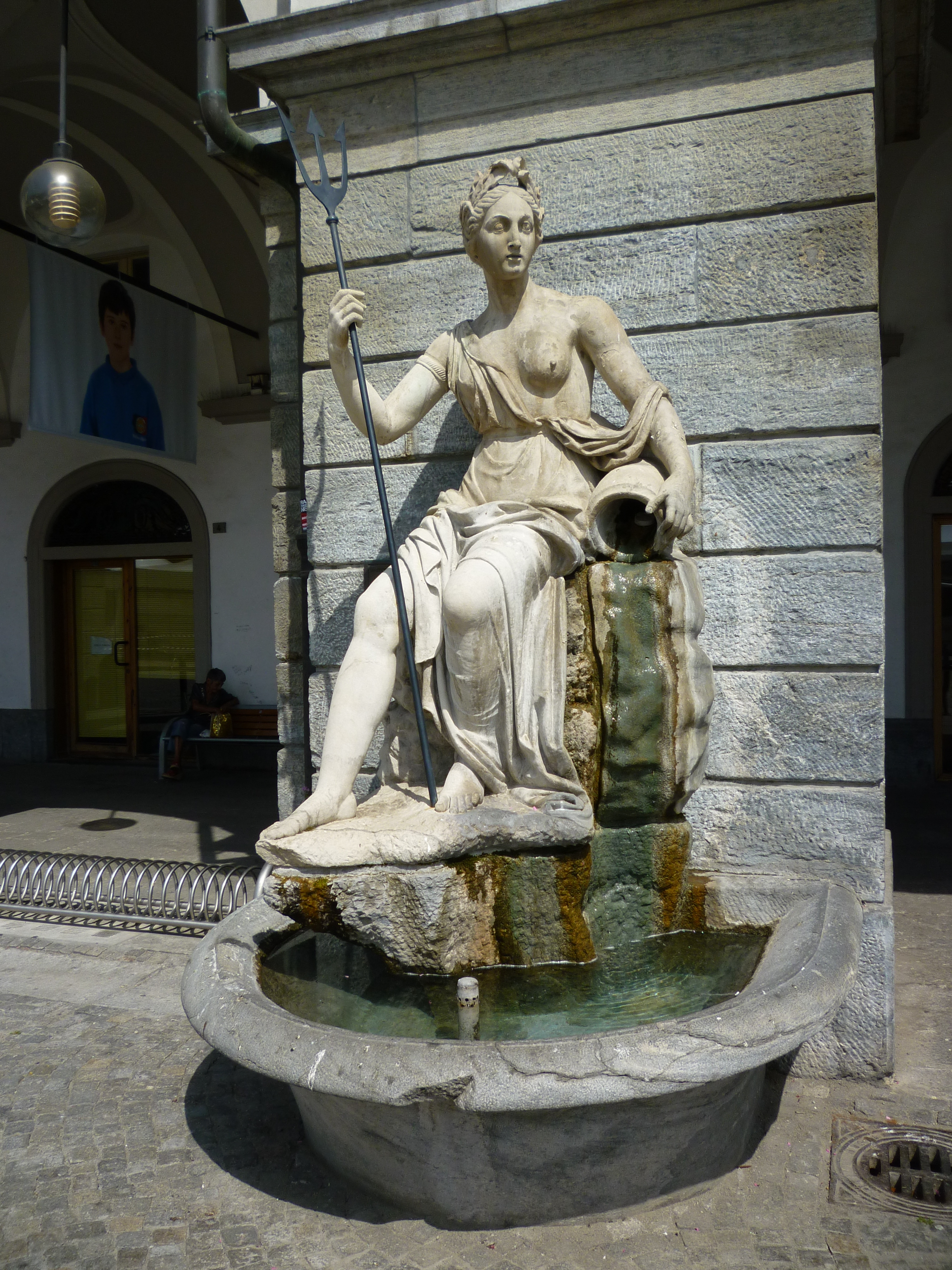
La fontaine de la Doire Baltée, place Émile-Chanoux, à Aoste.
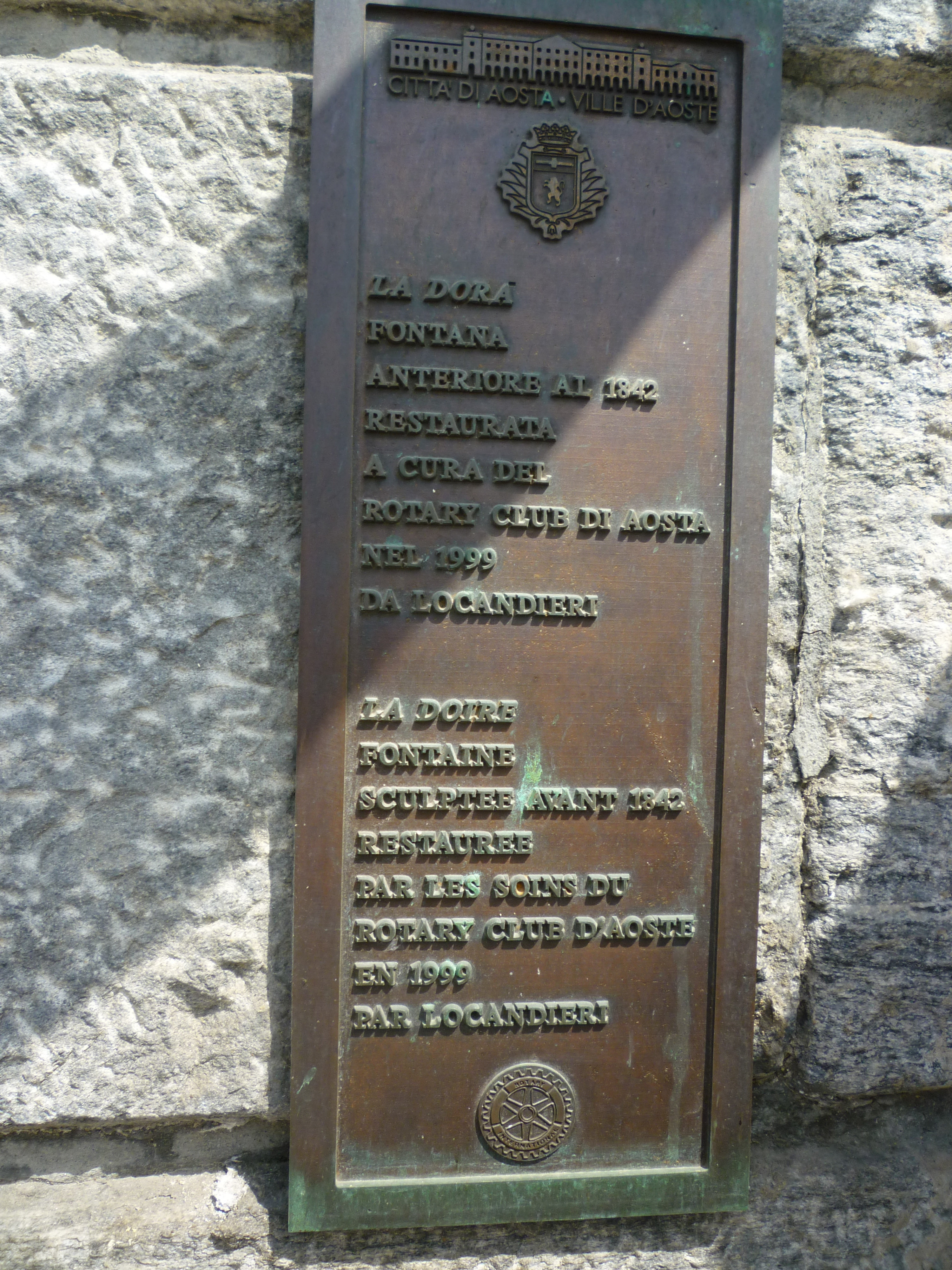
La plaque près de la fontaine, place Émile-Chanoux.
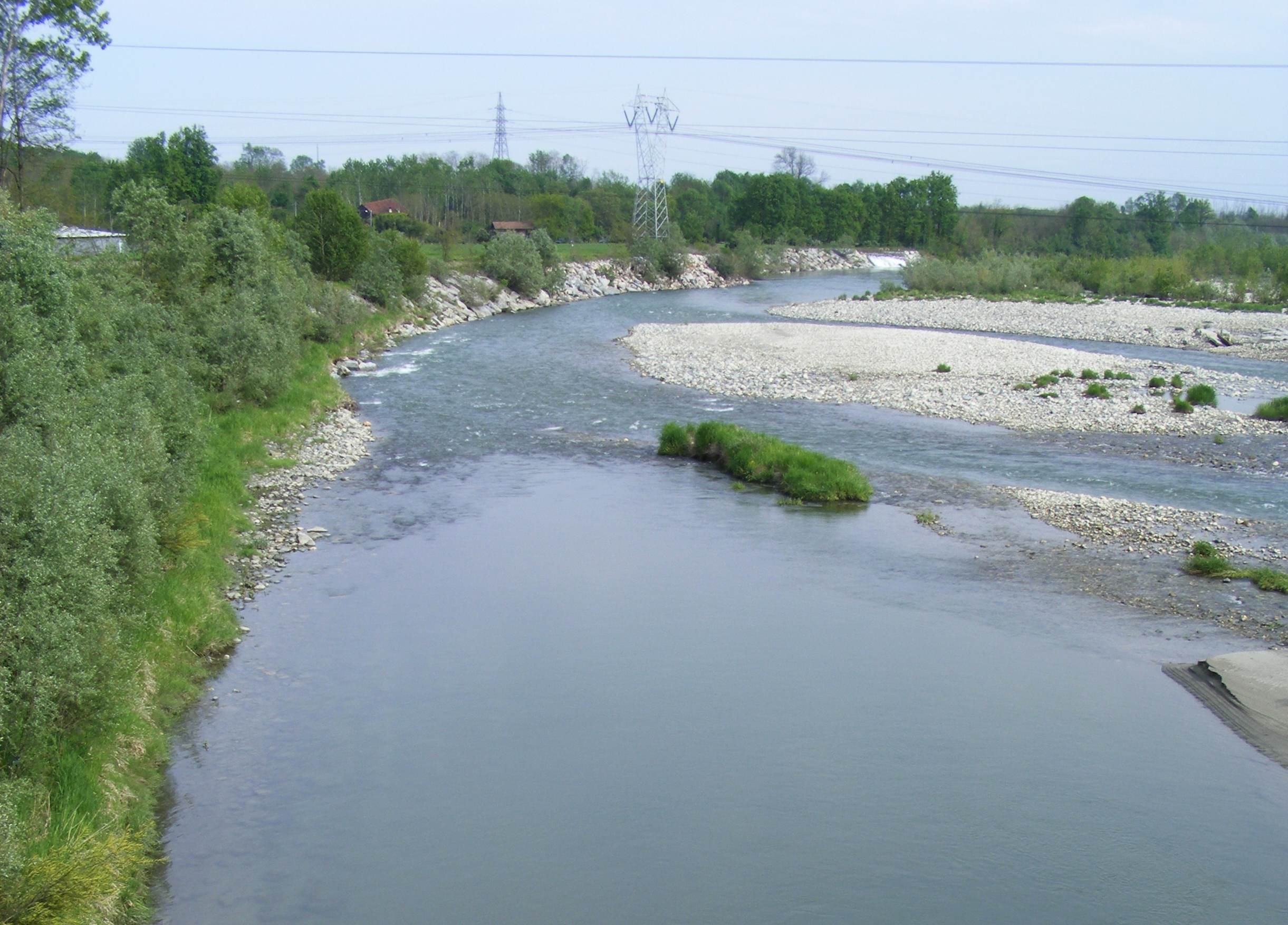
La Doire Baltée près de Rondissone.